# 里尼奥科瓦奇
里尼奥科瓦奇，是匈牙利绍莫吉州所辖的一个村。总面积11.09平方公里，总人口142，人口密度12.8人/平方公里（2011年1月1日）。